# Mil Brujas
Mil Brujas es una antología de cómic española publicada por la editorial Serendipia. La antología está compuesta y desarrollada únicamente por mujeres, buscando reivindicar el papel de la mujer en la historieta.

## Argumento
Un total de 39 mujeres se unen para narrar un total de 29 historias diferentes en formato historieta. Cada historia está protagonizada por una o varias mujeres y toca temas que les afectan o interesan.

## Autoras
El título cuenta con un total de 39 autoras, compuestas por historietistas, escritoras, poetisas, diseñadoras y youtubers. Las autoras detrás de esta obra son: Alba Soprano, Alicia Grande, Alicia Palmer, Alicia Roig, Gorría, Anna Hernández, Carlota Petit Olivella, Desiree Bressend, Emma Crespo, Emma Rabat, Esther Lecina, Esther Vázquez, Eve Mae, Garazi Albizua, Itziar Repáraz, Kry García, Laura Pérez Vernetti, La Pitonisa, Mai Egurza, María Gallart, María Pesado, Marika Vila, Marta Brú Zarandona, Meik, Montse Martín Juárez, Montse Mazorriaga, Montse Virgili, Olatz García, Olga Carmona, Pam López, Perditah, Ran Chaparro, Raquel Gu, Sara Porras, Teresa Castro, Úrsula López, Moño y Silvialauve.

## Presentación y publicación
El título fue presentado oficialmente el 12 de septiembre de 2022 por Moño en el comercio El Árbol Blanco, siendo la única autora canaria de la antología. Por otra parte el 27 de septiembre de 2022 fue presentado también en la librería Zubieta por parte de Marta Castro, otra de las autoras de la obra.
Todo el dinero recaudado a través de su venta fue donado de forma benéfica a la asociación sin ánimo de lucro EMARGI (Asociación para la emancipación de mujeres y niñas).